# بنتلانديت
البنتلانديت يتركب من كبريتات حديد النيكل (حديد,نيكل)9كبريت8. وتكون عادة نسبة الحديد تساوي نسبة النيكل ضمن البيتلانديت كما يحتوي على نسبة قليلة من الكوبالت.
يتواجد على شكل نظام بلوري مكعب، ويتواجد بشكل كتل حبيبية كبيرة، ويعتبر هش بقساوة من 3.5 إلى 4 وكثافة نوعية من 4.6 إلى 5.0 وهو غير مغناطيسي وله لون أصفر بروزنزي